# Per Holmertz
Per Anders Gustaf Holmertz (* 3. Februar 1960 in Motala) ist ein ehemaliger schwedischer Schwimmer.
Holmertz errang erstmals 1978 eine Medaille auf internationalem Terrain. Bei den Schwimmweltmeisterschaften 1978 in Berlin gewann er mit der Staffel über 4 × 100 m Freistil Bronze. Im Jahr 1980 nahm der Schwede an den Olympischen Spielen in Moskau teil und sicherte sich die Silbermedaille über 100 m Freistil. Nach den Spielen konnte er noch einige Medaillen mit der schwedischen Staffel über 4 × 100 m Freistil gewinnen – bei den Schwimmeuropameisterschaften 1981 Silber, den Weltmeisterschaften 1982 Bronze und den Europameisterschaften 1983 erneut Silber.
Holmertz hat einen Studienabschluss in Wirtschaftswissenschaften der University of California.